# Підволочиське джерело
Підволочиське джерело — гідрологічна пам'ятка природи місцевого значення в Україні. Розташоване в смт Підволочиськ Тернопільської області на вул. Данила Галицького, 134, при автодорозі Підволочиськ — Волочиськ, неподалік від мосту через р. Збруч.
Площа — 0,01 га. Оголошене об'єктом природно-заповідного фонду рішенням виконкому Тернопільської обласної ради № 189 від 30 серпня 1990 року. Перебуває у віданні Підволочиського управління житлово-комунального господарства.
Під охороною — джерело питної води, що має водорегуляторну, науково-пізнавальну та естетичну цінність. Прилегла територія впорядкована, проте відсутній природоохоронний знак.